# Eloy (football)
Pour les articles homonymes, voir Eloy (homonymie).
Eloy José Olaya Prendes, plus communément appelé Eloy (né le 10 juillet 1964 à Gijón) est un footballeur espagnol qui occupait le poste d'attaquant.

## Carrière de joueur

### En club
Eloy a évolué au début de sa carrière au Real Sporting de Gijón durant six saisons avant d'intégrer le Valence CF. Il y reste sept saisons avant de revenir dans le club de sa ville natale, le Real Sporting de Gijón. Il termine sa carrière au CD Badajoz en deuxième division espagnole. Son palmarès est resté vierge tout au long de sa carrière.

### En sélection
Sa première sélection en équipe nationale a eu lieu le 20 novembre 1985 contre l'Autriche. Il a joué 15 fois pour La Roja et a marqué quatre buts. Il a fait partie de la sélection pour la Coupe du monde 1986 et pour l'Euro 1988.